# MHC Nunspeet
MHC Nunspeet is een Nederlandse hockeyclub uit de Gelderse plaats Nunspeet.
De club werd opgericht op 10 november 1982 en speelt op Sportpark De Wiltsangh, waar ook VV Nunspeet speelt. MHC Nunspeet heeft in het seizoen 2012/13 geen standaardteams in de bondscompetities van de KNHB.

## Succesvolle spelers
- Melchior Looijen